# Imperiul îngerilor
Imperiul îngerilor (franceză L'Empire des Anges) este un roman științifico-fantastic din 2000 scris de Bernard Werber. În Franța a apărut la editura Albin Michel. În România a apărut în 2001, la editura Lucman, traducător Nicolae Constantinescu. Romanul a primit premiul Jules Verne.
Acest roman continuă povestea lui Michael Pinson din Thanatonauții. În Imperiul îngerilor, Michael Pinson a devenit înger păzitor, după ce a murit într-un accident de avion (prăbușirea unui Boeing 787). El trebuie să se ocupe de clienții săi și, între timp, el încercă să împingă mai departe limitele explorării sale: dacă există extratereștri și un paradis al extratereștrilor?